# 貞明 (五代後梁)
貞明（ていめい）は、五代の最初の王朝である後梁において朱友貞の治世で用いられた元号。915年11月 - 921年4月。

## 西暦・干支との対照表
| 貞明 | 元年  | 2年   | 3年   | 4年   | 5年   | 6年   | 7年   |
| 西暦 | 915年 | 916年 | 917年 | 918年 | 919年 | 920年 | 921年 |
| 干支 | 乙亥  | 丙子  | 丁丑  | 戊寅  | 己卯  | 庚辰  | 辛巳  |